# Vulvoz
Vulvoz är en kommun i departementet Jura i regionen Bourgogne-Franche-Comté i östra Frankrike. Kommunen ligger i kantonen Les Bouchoux som tillhör arrondissementet Saint-Claude. År 2022 hade Vulvoz 22 invånare.

## Befolkningsutveckling
Antalet invånare i kommunen Vulvoz
Referens:INSEE